# Isang David Enders

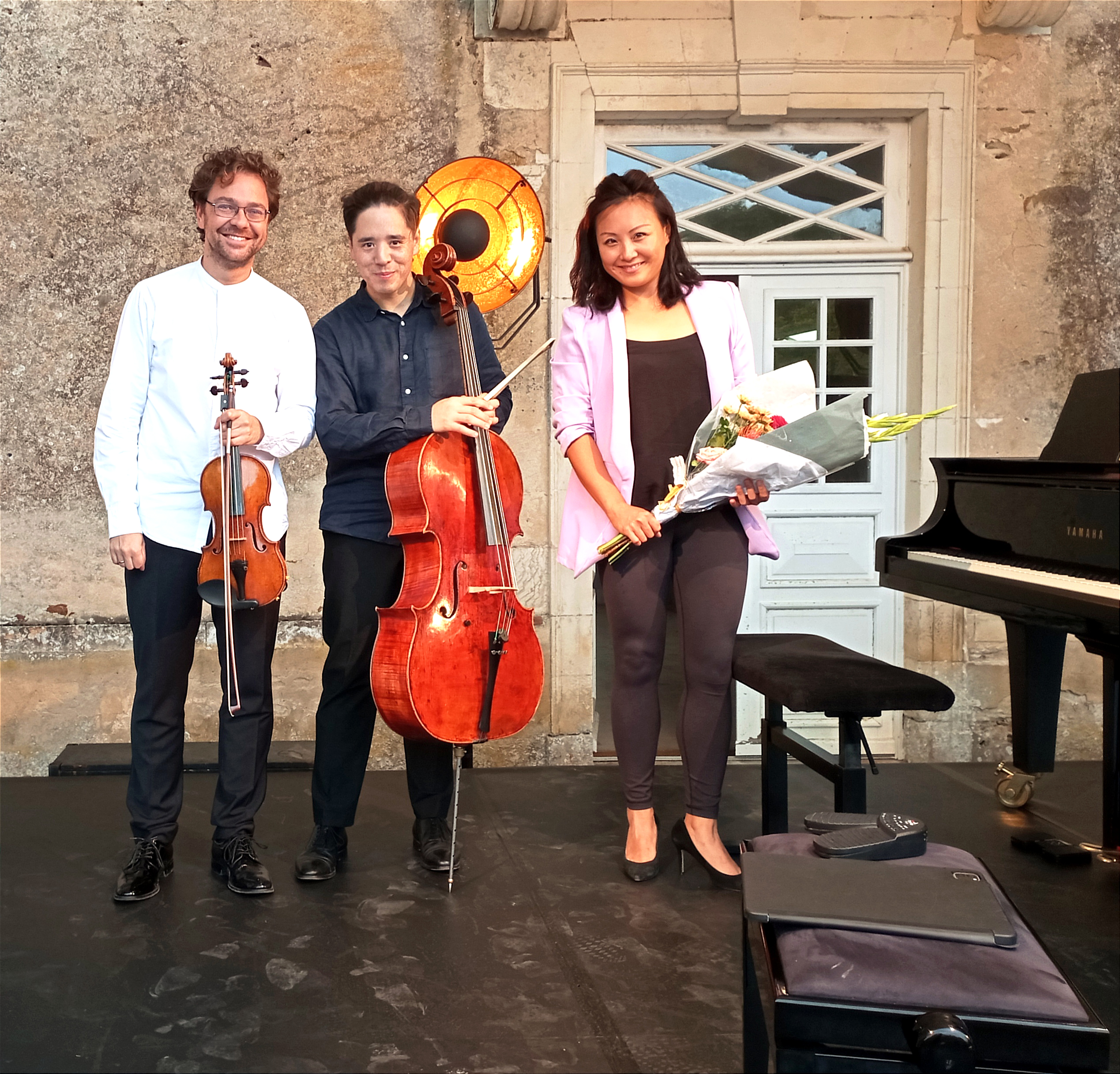
Isang Enders mit dem Trio Sitkovetsky (2023)

Isang David Enders (* 2. Februar 1988 in Frankfurt am Main) ist ein deutscher Cellist.

## Leben
Geboren als Sohn einer deutsch-koreanischen Musikerfamilie, wurde Isang Enders nach dem koreanischen Komponisten Yun I-sang benannt. Nach frühen Anfängen am Klavier kam er erstmals im Alter von neun Jahren mit dem Cello in Berührung. Die darauf folgende Ausbildung wurde maßgeblich durch sein Studium an der Hochschule für Musik und Darstellende Kunst Frankfurt am Main in der Klasse von Michael Sanderling geprägt, danach studierte er bei Gustav Rivinius in Saarbrücken. Besonderen Einfluss haben der lange und enge persönliche Kontakt zum amerikanischen Cellisten Lynn Harrell und die Arbeit mit Truls Mørk an der Norwegian Academy of Music in Oslo. Neben diesen intensiven Studien besuchte Enders eine Vielzahl von internationalen Meisterkursen, u. a. bei Seiji Ozawa, Robert Mann, Pamela Frank, David Geringas, János Starker, Steven Isserlis, Natalia Gutman, Frans Helmerson, Nobuko Imai oder auch dem Komponisten Krzysztof Penderecki.
Enders erlangte breite Aufmerksamkeit, als er im Alter von 20 Jahren für die seit über einem Jahrzehnt unbesetzte Position des traditionell betitelten 1. Konzertmeister der Violoncelli der Sächsischen Staatskapelle Dresden verpflichtet wurde, von dem er aber bereits 2012 zurücktrat.
Seither konnte er solistisch und auch als Kammermusikpartner mit Christoph Eschenbach, Myung-Whun Chung, Mikhail Jurowski, Tzimon Barto, Kit Armstrong, Igor Levit, Sebastian Manz, der Sächsischen Staatskapelle Dresden, dem Schleswig-Holstein Festival Orchester, der Deutschen Streicherphilharmonie, beim Rheingau Musikfestival, beim Schleswig-Holstein Musikfestival, den Festspielen Mecklenburg-Vorpommern, den Schostakowitsch-Tagen Gohrisch, wie auch für das Verbier Festival auftreten.
Enders erhielt zahlreiche Stipendien und wurde vor allem durch die Studienstiftung des deutschen Volkes und die Deutsche Stiftung Musikleben gefördert, deren Instrumentenfonds ihm ein Violoncello mit dem Zettel „Joseph Gagliano, Neapoli 1720“, eine treuhänderische Leihgabe aus Hamburger Familienbesitz, zur Verfügung stellt. 2007 wurde er mit dem Darmstädter Musikpreis ausgezeichnet.